# Callyspongia psammophera
Callyspongia psammophera är en svampdjursart som beskrevs av de Laubenfels 1954. Callyspongia psammophera ingår i släktet Callyspongia och familjen Callyspongiidae. Inga underarter finns listade i Catalogue of Life.